# Zeche Preußischer Zepter
Die Zeche Preußischer Zepter ist ein ehemaliges Steinkohlenbergwerk in Bochum-Haar. Das Bergwerk war auch unter den Namen Zeche Preußisch Szepter, Zeche Preußisches Zepter, Zeche Preußisch Scepter, Zeche Preußischer Scepter und Zeche Preußische Scepter bekannt. Die Zeche Preußischer Zepter war anfangs eine sogenannte landesherrliche Zeche und ging erst später in Privatbesitz über. Das Bergwerk war bereits im 17. Jahrhundert, mindestens seit 1695, in Betrieb und ist eine der ältesten Zechen im Raum Bochum. Die Zeche Preußischer Zepter gehörte zu den Gründungsmitgliedern des Vereins für die bergbaulichen Interessen.

## Geschichte

### Die Anfänge
Zunächst wurde gegen Ende des 17. Jahrhunderts begonnen, einen Stollen aus dem Rautendeller Siepen in westlicher Richtung aufzufahren. Im Anschluss daran wurde ein weiterer Stollen aus dem Rautendeller Siepen aufgefahren, jedoch in östlicher Richtung. Dieser zweite Stollen wurde 586 Meter lang aufgefahren. Ab dem Jahr 1730 war man mit dem Stollen bei einer Auffahrungslänge von 50 Lachtern auf eine Störung gestoßen und hatte die weitere Auffahrung gestundet. Danach lag das Bergwerk längere Zeit in Fristen. Im Jahr 1739 wurde das Bergwerk wieder in Betrieb genommen und aus zwei Flügeln wurde unregelmäßig gefördert. Einige Zeit danach wurde der Stollen durch den Grundherrn von Syberg zugeschüttet. Aus dieser Maßnahme entstand ein jahrzehntelang andauernder Rechtsstreit. Im Jahr 1745 wurde das Bergwerk erneut stillgelegt. Im Jahr 1754 wurde das Bergwerk für kurze Zeit in Betrieb genommen, danach wurde es wegen Absatzmangels erneut in Fristen gelegt. Ab dem 1. Juni des Jahres 1755 wurde der mittlerweile verbrochene Stollen wieder aufgewältigt. Im Laufe des 18. Jahrhunderts war das Bergwerk, bis auf kleinere Unterbrechungen, durchgehend in Betrieb.

### Die weiteren Jahre
Im Jahr 1759 wurde mit dem Abbau östlich des Rauterdeller Tales, etwa 1100 Meter oberhalb der Rauendahlstraße, begonnen. Es wurden zunächst drei Flöze in Verhieb genommen. Im Jahr 1762 wurde begonnen, einen Förderschacht abzuteufen. Im Jahr 1768 war das Bergwerk in Betrieb, auch in diesem Jahr kam es zu Absatzschwierigkeiten. Im Jahr 1770 war das Bergwerk in Betrieb, in diesem Jahr warf das Bergwerk Ausbeute ab. Im Jahr 1772 wurde ein tonnlägiger Förderschacht geteuft, dieser Schacht hatte eine flache Teufe von 78 Metern. Im selben Jahr wurde mit der Kohlenlieferung über die Ruhr begonnen. Im Jahr 1774 waren drei Förderschächte und ein Stollen vorhanden. Von den drei Schächten hatte der westliche Schacht (Pfeilerschacht) zunächst eine seigere Teufe von 9,4 Metern und anschließend eine flache Teufe von 12,6 Metern. Der mittlere Schacht hatte eine seigere Teufe von 29,5 Metern und anschließend eine flache Teufe von 11,3 Metern. In den Jahren 1777 bis 1778 war das Bergwerk in Betrieb. Im Jahr 1780 wurde ein Schiebekarrenweg zur Ruhr für den Abtransport der Kohle benutzt. Im Jahr 1781 war das Bergwerk noch in Betrieb. Im Jahr 1794 war der Stollen bereits eine längere Zeit verbrochen. Aus diesem Grund wurde ein neuer Förderstollen angesetzt. Dieser neue Stollen wurde 26 Meter höher angesetzt. Im selben Jahr wurde ein Kohlenmagazin an der Ruhr in Betrieb genommen. Im Jahr 1796 war das Bergwerk in Betrieb. Im Jahr 1799 wurde ausgehend vom Rauterdeller Siepen 565 Meter in östlicher Richtung und 250 Meter in westlicher Richtung abgebaut. Zu dieser Zeit ging die Kohlenförderung des Bergwerks stark zurück.
Im Jahr 1800 war Schacht Clement in Betrieb. Im Jahr 1808 kam der Betrieb auf dem Bergwerk zum Erliegen. Noch im selben Jahr wurde die Zeche Preußischer Zepter erneut stillgelegt. Die Schächte wurden verfüllt. Im Jahr 1838 wurden Schürfarbeiten durchgeführt, jedoch blieben diese Arbeiten ohne Erfolg. Im Jahr 1852 wurde das Bergwerk an Privatgewerken verkauft. Die neuen Bergwerkseigentümer ließen das Grubenfeld vom St. Mathias Erbstollen aufschließen. Hierfür wurde im Jahr 1853 begonnen, am Ende des Rautendeller Siepen den Förderschacht Friedrichsthal zu teufen. Dieser Schacht wurde gemeinsam mit der Zeche Friedrich geteuft und erhielt einen Malakoffturm. Dieser Turm war einer der ersten im Ruhrbergbau errichteten Malakowtürme. Im Jahr 1854 wurde die Zeche Preußischer Zepter von der Zeche Friedrich erworben. Im darauffolgenden Jahr erreichte der Schacht Friedrichsthal die Erbstollensohle des St. Mathias Erbstollen. Im selben Jahr wurde ein Dampfhaspel aufgestellt und mit der Förderung begonnen. Das Bergwerk gehörte zu diesem Zeitpunkt zum Märkischen Bergamtsbezirk und dort zum Geschworenenrevier Westlich Witten. Im Jahr 1857 hatte das Bergwerk erhebliche Absatzprobleme, Grund hierfür war das niedrige Fahrwasser auf der Ruhr.

### Die letzten Jahre
Am 12. Juni des Jahres 1858 wurde das Geviertfeld Preußischer Szepter verliehen. In diesem Jahr hatte das Bergwerk eine deutlich geringere Produktion. Grund hierfür war der gestörte Absatz über die Ruhr. Im Jahr 1860 wurde ein Wetterschacht geteuft. Auch dieser Schacht wurde gemeinsam mit der Zeche Friedrich geteuft. Im Jahr 1861 wurde das Grundstreckenort in der Muldenlinie bis an eine querschlägige Verwerfungskluft aufgefahren. Über Tage wurde eine Gruben-Pferdebahn errichtet, die als Verbindung zwischen dem Förderschacht und dem Bremsschacht dienen sollte. Im Jahr 1865 bereitete man auf den Grundstrecken des Mulden-Süd- und Nordflügels die Förderung auf den Betrieb mit Grubenpferden vor. Das Bergwerk gehörte zu dieser Zeit zum Bergrevier Dahlhausen. Im Jahr 1868 wurde ein 0,6 km2 großes Geviertfeld verliehen. Im Jahr 1873 war der Abbau oberhalb der Stollensohle fast beendet. Noch im selben Jahr konsolidierte die Zeche Preußischer Zepter mit weiteren Zechen zur Zeche Brockhauser Tiefbau.

## Förderung und Belegschaft
Die ersten bekannten Förder- und Belegschaftszahlen des Bergwerks stammen aus dem Jahr 1774, von acht Bergleuten wurden pro Tag 10 Tonnen Steinkohle gefördert. Dies ergibt eine Leistung von 1,25 Tonnen pro Mann und Schicht. Im Jahr 1855 wurden von 38 Bergleuten 18.331 preußische Tonnen Steinkohle gefördert. Im Jahr 1857 wurden mit 32 Bergleuten 3132 Tonnen Steinkohle gefördert. Im Jahr 1860 waren 35 Bergleute auf dem Bergwerk beschäftigt, die Förderung sank in diesem Jahr auf 2859 Tonnen Steinkohle. Im Jahr 1865 stieg die Förderung auf 12.691 Tonnen Steinkohle, diese Förderung wurde von 47 Bergleuten erbracht. Im Jahr 1870 wurden von 175 Bergleuten über 13.000 Tonnen Steinkohle gefördert. Die maximale Förderung des Bergwerks wurde im Jahr 1871 mit 127 Bergleuten erbracht. In diesem Jahr wurden 25.708 Tonnen Steinkohle gefördert. Die letzten Förder- und Belegschaftszahlen des Bergwerks stammen aus dem Jahr 1873, als mit 92 Bergleuten 13.244 Tonnen gefördert wurden.